# 금융경제신문
금융경제신문은 1997년 9월 종이신문으로 창간됐다. 2010년 11월 온라인 사이트를 오픈해 온‧오프라인을 아우르는 전문 주간경제신문이다. 종이신문은 주 1회 주간으로 발행해 전국 독자에게 배달되고 있다.
금융 정보와 재테크 생활 경제 은행, 산업, 보험, 증권, 카드 등  관련 분야를 취재해 독자에게 알 권리를 제공하고 있으며 심층적인 분석과 논평을 통해 독자에게 전달하고 있다.
금융경제신문은 금융경제에 대한 미래를 읽을 수 있도록 ‘가치 있는 뉴스’ ‘제대로 된 뉴스’ ‘소통하는 뉴스’를 제공하는 것이 목표이다. 유튜브 '돈벼락 인터뷰', 네이브 포스트, 카카오뷰 등 디지털 시대에 걸맞게 뉴미디어 서비스도 제공하고 있다.